# Katedra Wniebowzięcia Najświętszej Maryi Panny w Chanii
Katedra Wniebowzięcia Najświętszej Maryi Panny w Chanii – rzymskokatolicka katedra diecezji kreteńskiej znajdująca się w Chanii, na wyspie Kreta w Grecji. Mieści się przy ulicy Chalidon.
Została zbudowana w 1879 przez pierwszego katolickiego biskupa Krety Aloisio Cannavo, aby służyła całej populacji katolickiej Krety. W 2004 roku katedra obchodziła 125 rocznicę istnienia. katedra jest prowadzona przez zakon kapucynów.